# Judith Hopf
Judith Hopf (* 1969 in Karlsruhe) ist eine deutsche Künstlerin. Sie lehrt als Professorin für Freie Kunst an der Frankfurter Städelschule.

## Leben
Judith Hopf studierte in Bremen an der Hochschule für Bildende Künste, 1996 ging sie nach Berlin an die Hochschule der Künste. Sie arbeitet oft in enger Zusammenarbeit mit anderen Künstlerinnen und Künstlern. Zentrale Themen ihrer Arbeit sind gesellschaftliche Festschreibungen und Machtverhältnisse im Politischen wie im Privaten.
Judith Hopf war neben der dOCUMENTA (13), 2012, an vielen weiteren internationalen Gruppenausstellungen beteiligt, u. a. 2013 im Museum für Gegenwartskunst in Basel. Sie hatte Einzelausstellungen u. a. im Grazer Kunstverein, im Portikus in Frankfurt a. M. und im Wiener Secessionsgebäude. Ihre Arbeiten wurden zudem bei Filmfestivals, wie bei der Berlinale in Berlin, Sektion Forum Expanded (2013/2010), den Internationalen Kurzfilmtagen Oberhausen (2007), u. v. a. präsentiert. Judith Hopf ist die erste Trägerin des Ruth-Baumgarte-Kunstpreises für das Jahr 2014.
Judith Hopf ist Mitglied im Deutschen Künstlerbund.

## Ausstellungen (Auswahl)
Einzelausstellungen
- „Stepping Stairs“, KW Institute for Contemporary Art, Berlin, 10. Februar – 15. April 2018
- „!Hear-Rings!“, Galerie Kaufmann/Repetto, Milano, 2016
- „More“, Neue Galerie, Kassel, 2015
- „ON TIME“, Maumaus Escola de Artes Visuais, Lisbon, 2014
- PRAXES Center for Contemporary Art, Berlin (2014)[3]
- „A Line May Lie“, Kunsthalle Lingen, Lingen, 2013
- „Testing time“, Studio Voltaire, London, UK, 2013
- „SUN UP / SUN DOWN“, Deborah Schamoni Galerie, München, 2013
- „Judith Hopf“, Malmö Konsthall, Schweden, 2013
- „A Sudden Walk“, Galerie Kaufmann/Repetto, Milano, 2012
- „From Up & In Between“, Fondazione Morra Greco, Neapel, 2012
- „End Rhymes and Openings“, Grazer Kunstverein, Österreich, 2012
- „SPOKEN FROM A BALCONY“, Alex Zachary, New York, 2011
- „JUDITH HOPF“, Croy Nielsen, Berlin, 2011
- „FINI!“, Galerie Andreas Huber, Vienna, 2009
- „NOSE UP!“, Badischer Kunstverein, Karlsruhe
- „Judith Hopf“, Seccesion, Wien, 2006
- „Adieu VorHölle“, Kunstverein Braunschweig, 2001

Gruppenausstellungen
- „CRIP TIME“, Museum für Moderne Kunst Frankfurt, 2021[4]
- In "I’m a Believer. Pop Art und Gegenwartskunst aus dem Lenbachhaus und der KiCo Stiftung" ist seit 2018 Judith Hopfs Untitled (Sheep) (2013) in der Städtischen Galerie im Lenbachhaus und Kunstbau München zu sehen.[5] Die vier Plastiken gehören zum Sammlungsbestand des Hauses.[6]
- „A Needle walked into a Haystack“, Liverpool Biennale, 2014[7]
- documenta 13, 2012
- Bienal de la Habana, 2003